# Die blinden Männer und der Elefant

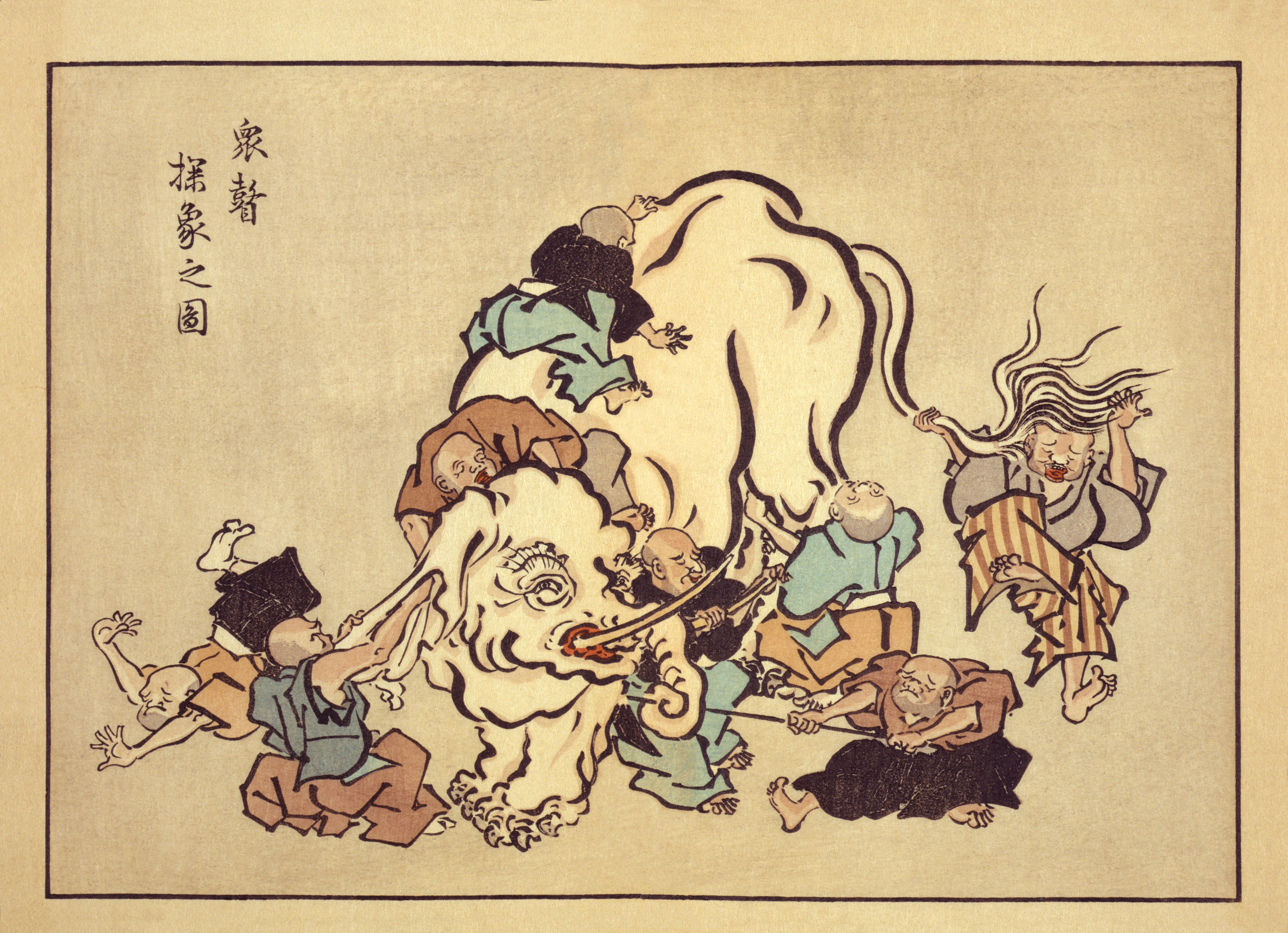
Blinde Mönche untersuchen einen Elefanten.
(Druck von Hanabusa Itchō, 1888)

Im Gleichnis Die blinden Männer und der Elefant untersucht eine Gruppe von Blinden – oder von Männern in völliger Dunkelheit – einen Elefanten, um zu begreifen, worum es sich bei diesem Tier handelt. Jeder untersucht einen anderen Körperteil (aber jeder nur einen Teil), wie zum Beispiel die Flanke oder einen Stoßzahn. Dann vergleichen sie ihre Erfahrungen untereinander und stellen fest, dass jede individuelle Erfahrung zu ihrer eigenen, vollständig unterschiedlichen Schlussfolgerung führt.
Im Gleichnis steht die Blindheit (oder das im Dunkeln sein) für nicht in der Lage sein, klar zu erkennen; der Elefant steht für eine Realität (oder eine Wahrheit).

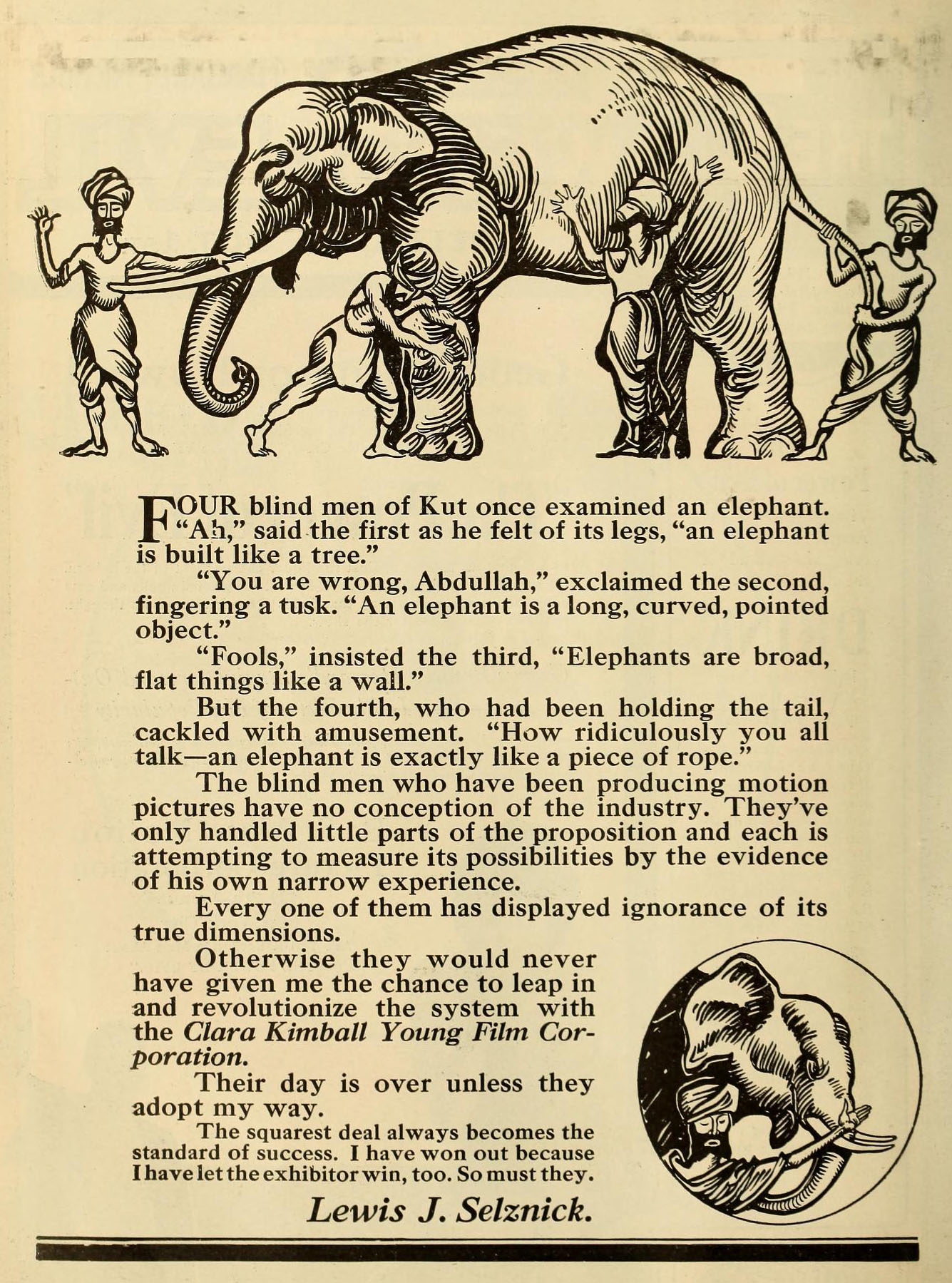
Lewis J. Selznick, 1916

Die Geschichte soll aufzeigen, dass die Realität sehr unterschiedlich verstanden werden kann, je nachdem, welche Perspektive man hat oder wählt. Dies legt nahe, dass eine scheinbar absolute Wahrheit durch tatsächliche Erkenntnis von nur unvollständigen Wahrheiten auch nur "relativ absolut" oder "relativ wahr", d. h. individuell und subjektiv, verstanden werden kann.

## Herkunft und Varianten

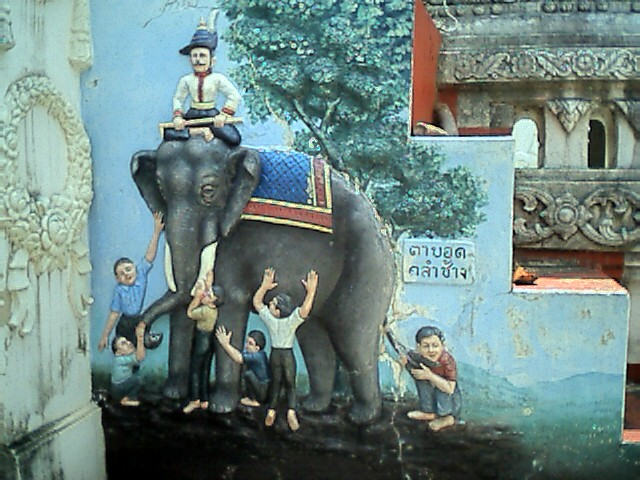
Die blinden Männer und der Elefant
(Mauerrelief in Nordostthailand)

Das Gleichnis scheint in Südasien entstanden zu sein, aber seine Originalquelle ist noch in der Diskussion. Es wurde dem Sufismus, Jainismus, Buddhismus, oder Hinduismus zugeschrieben und wurde in all diesen Glaubensrichtungen verwendet. Auch Buddha verwendet das Beispiel von Reihen blinder Männer, um die blinde Gefolgschaft eines Führers oder eines alten Textes, der von Generation zu Generation weitergegeben wurde, zu illustrieren. Die im Westen (und dort hauptsächlich im englischen Sprachraum) am besten bekannte Version ist das Gedicht von John Godfrey Saxe, aus dem 19. Jahrhundert.
Alle Versionen des Gleichnisses sind sich ähnlich und unterscheiden sich nur
- in der Anzahl der Männer, die den Elefanten untersuchen.
- in der Art und Weise, wie die Körperteile des Elefanten beschrieben werden.
- in der Art und Weise, wie – in Bezug auf Gewalttätigkeit – die anschließende Diskussion verläuft.
- wie (oder ob) der Konflikt zwischen den Männern mit ihren individuellen Perspektiven gelöst wird.

### Jainismus
Eine Version des Gleichnisses erzählt, dass sechs blinde Männer gebeten wurden zu bestimmen, wie ein Elefant aussieht, indem sie – jeder für sich – einen anderen Körperteil des Tieres untersuchen.
Der Blinde, der das Bein befühlt, sagt, dass ein Elefant wie eine Säule sei; der, der den Schwanz befühlt, dass ein Elefant sich wie ein Seil anfühle; der, der den Rüssel befühlt, dass ein Elefant Ähnlichkeit mit einem Ast habe; der, der das Ohr befühlt, dass ein Elefant wie ein Handfächer sein müsse; der, der den Bauch befühlt, dass ein Elefant sich wie eine Wand darstelle; der, der den Stoßzahn befühlt, dass ein Elefant wie eine solide Röhre sein müsse.
Ein Weiser erklärt ihnen
Ihr habt alle recht. Der Grund, warum ein jeder von euch es anders erklärt, ist der, dass ein jeder von euch einen anderen Körperteil des Elefanten berührt hat. Denn in Wahrheit hat ein Elefant alle die Eigenschaften, die ihr erwähnt habt.
Die Erklärung löst den Konflikt auf und wird dazu verwendet, das Prinzip Harmonisches Zusammenleben von Menschen verschiedener Glaubenssysteme zu illustrieren und um zu zeigen, dass die Wahrheit auf verschiedene Weisen erklärt werden kann. Im Jainismus wird oft erwähnt, dass es sieben Versionen der Wahrheit gebe. Dies wird Syādvāda, Anekāntavāda, oder die Theorie der mannigfaltigen Voraussagen genannt.

### Buddhismus
Eine buddhistische Version wird in Udāna VI 4-6, erzählt: „Parabel von den blinden Männern und dem Elefanten“. Buddha erzählt das Gleichnis eines Raja, der blindgeborene Männer versammelt hatte, damit sie einen Elefanten untersuchen.
"Nachdem die blinden Männer den Elefanten befühlt hatten, ging der Raja zu jedem von ihnen und sagte, 'Ihr habt einen Elefanten erlebt, ihr Blinden?' – 'So ist es, Majestät. Wir haben einen Elefanten erlebt.' – 'Nun sagt mir, ihr Blinden: Was ist denn ein Elefant?'
Sie versicherten ihm, dass der Elefant sei wie ein Topf (Kopf), ein weicher Korb (Ohr), eine Pflugschar (Stoßzahn), ein Pflug (Rüssel), ein Kornspeicher (Körper), eine Säule (Bein), ein Mörser (Rücken), ein Pistill (Schwanz), oder eine Bürste (Schwanzspitze).
Die Männer beginnen zu kämpfen, was den Raja erheitert und der Buddha erklärt den Mönchen:
"Daran nun eben hängen sie,
die Pilger oder Geistlichen;
da disputieren, streiten sie,
als Menschen, die nur Teile seh’n."

### Islam – Sufismus
Der sufische Dichter Sana'i von Ghazna († 1131) verwendete die Geschichte in seinem Buch Ḥadīqat al-ḥaqīqat („Der Garten der Wahrheit“) als Parabel für die Unfähigkeit der Menschen, Gott gänzlich zu begreifen.
Dschalal ad-Din ar-Rumi war ein persischer Dichter, Jurist, Theologe und Lehrer des Sufismus im 13. Jahrhundert. Rumi schrieb in seiner Version des Gleichnisses „Der Elefant in der Dunkelheit“ in der Gedichtform Masnawī dieser Geschichte einen indischen Ursprung zu. In seiner Version stellen einige Inder einen Elefanten in einem abgedunkelten Raum aus.
In der Übersetzung durch A. J. Arberry, befühlen einige Männer den Elefanten in der Dunkelheit. Je nachdem, wo sie ihn befühlen, glauben sie, der Elefant sei ein Wasserschlauch (Rüssel), ein Fächer (Ohr), eine Säule (Bein), und ein Thron (Rücken). Rumi verwendet dieses Gleichnis als ein Beispiel für die Grenzen der individuellen Wahrnehmung.
Das wahrnehmende Auge ist genau wie die Handfläche. Die Hand ist nicht in der Lage, das Tier in seiner Gesamtheit zu begreifen.
Rumi präsentiert keine Lösung des Konflikts in seiner Version, bemerkt aber:
Der Blick auf das Meer ist eine Sache und die Gischt eine andere. Vergiss die Gischt und blicke nur auf das Meer. Tag- und Nachtgischt stieben auf vom Meer : Wunderbar ! Du betrachtest die Gischt, aber nicht das Meer ... unsere Augen sind verdunkelt und doch sind wir in klarem Wasser.

### John Godfrey Saxe
Eine der berühmtesten Versionen im 19. Jahrhundert war das Gedicht The Blind Men and the Elephant (Die blinden Männer und der Elefant) von John Godfrey Saxe (1816–1887).
Das Gedicht beginnt mit
It was six men of Indostan to learning much inclined,
Who went to see the Elephant (though all of them were blind),
That each by observation might satisfy his mind
In freier Übersetzung:
Es war'n mal sechs Männer (Hindustanten), geneigt recht viel zu erfahren.
Die gingen, zu seh'n einen Elefanten (obwohl's alle Blinde waren),
dass jeder durch seine Betrachtung konnt' Wissen erlang'n und bewahren.
Die Blinden kommen zu dem Schluss, dass der Elefant wie eine Wand, eine Schlange, ein Speer, ein Baum, ein Fächer oder ein Tau sei, abhängig davon, wo sie ihn befühlt haben. Sie geraten in eine hitzige Debatte, die nicht in Handgreiflichkeiten ausartet, aber in Saxes Version wird der Konflikt nicht gelöst.
Moral:
So oft in theologic wars, the disputants, I ween,
Rail on in utter ignorance, of what each other mean,
And prate about an Elephant not one of them has seen!
In freier Übersetzung:
Moral von der Geschicht':
Häufig im Krieg der Theologen bekämpfen sich Koryphäen.
Was der Eine als Wahrheit hat erkannt, die Andren als Lüge schmähen,
Und plappern über 'nen Elefant, den keiner hat je gesehen!

## Relevanz
Dieses Gleichnis wird häufig (wie oben beschrieben) auf theologische Streitereien und religiöse Unvereinbarkeiten angewendet. Man kann es aber in gleicher Weise auf sozial- oder naturwissenschaftliche Sichtweisen übertragen: Selbst wenn man einen Elefanten in seiner Gesamtheit sieht, wenn man ihn ausmisst, seine Organe und sein Skelett untersucht hat, wenn man seine DNA sequenziert und verglichen hat und seinen Metabolismus kennt, wird diese Erkenntnis immer nur eine Teilrealität Elefant bleiben, denn (a) weiß man dann zum Beispiel nicht, welche Besonderheiten sein Sozialverhalten hat, wie er kommuniziert und wie er seine Umwelt und sich selber wahrnimmt  u. s. w. oder (b) selbst wenn man alle nur denkbaren Daten und Fakten über einen Elefanten erfassen könnte, so wäre kein einzelner Mensch – von seiner intellektuellen Kapazität her – in der Lage, das wahre Gesamtbild Elefant vollkommen zu begreifen.

## Verschiedenes
Eine Verarbeitung als Bilderbuch für Kinder mit  dem Titel The Blind Men and the Elephant (nicht in Deutschland erschienen) wurde von Karen Backstein durchgeführt und von Annie Mitra illustriert. Speziell ein Bild ist erwähnenswert, in dem Körperteile des Elefanten aus einer Wand, einer Schlange, einem Speer, einem Baum, einem Fächer und einem Tau bestehen. Im 2006 erschienene Kinderbuch Die Elefantenwahrheit von Martin Baltscheit befindet sich ein ähnliches Bild mit einem Feuerwehrschlauch, Teppichen, Baumstämmen, einem Berg und einer Klobürste.
Von dem Illustrator und Kinderbuchautor Ed (Tse-chun) Young gibt es ein Bilderbuch (Sieben blinde Mäuse, englisch Seven blind mice) mit der gleichen Thematik, bei dem die Männer durch sieben Mäuse in den Regenbogenfarben ersetzt sind, die nacheinander den Elefanten erkunden.
Natalie Merchant vertonte das Gedicht von John Godfrey Saxe. Es erschien 2010 auf ihrem Album Leave Your Sleep.
Der amerikanische Cartoonist Sam Gross hat ein Buch veröffentlicht, das die blinden Männer und den Elefanten auf dem Umschlag zeigt, aber hier mit der Variante, dass einer der Männer einen Haufen Elefantenlosung befühlt. Der Titel des Buches: An Elephant is Soft and Mushy (Ein Elefant ist weich und breiig; nicht in Deutschland erschienen).
Es gibt einen Witz, in dem sich drei blinde Elefanten streiten, wie denn ein Mann aussehe. Der erste befühlt den Mann mit seinem Fuß und sagt, dass ein Mann weich und flach sei. Die anderen zwei Elefanten befühlen den Mann in gleicher Weise ... und stimmen zu.
Es gibt auch einen Pogo-Comic von Walt Kelly in Bezug auf dieses Gleichnis: Pogo Opossum stellt fest, dass "jeder der blinden Männer teilweise recht hatte", worauf die Schildkröte Churchy Lafemme antwortet: "Ja, aber größtenteils hatten sie alle unrecht."